# Gabriel Lima
Gabriel Lima (Cabo Frio, 13 de junho de 1989) é um ex-futebolista brasileiro que atuava como meia.

## Carreira
Antes de atuar no Qatar pelo Al-Ahli com um contrato de U$ 200.000 ao que foi negociado, ele ficou consagrado na temporada 2003/04 no Bnei Sakhnin de Israel por levar o clube a um honroso título da Copa do Estado de Israel, sendo escolhido o melhor jogador do campeonato com 10 gols e 10 assistências em 30 jogos.
Na temporada de 2011, voltou ao Brasil para defender o Bonsucesso de Fortaleza.

## Títulos
Fluminense
- Campeonato Brasileiro Série C - 1999

Bnei Sakhnin
- Copa do Estado de Israel: 2003-04[2]